# 鹿野真央
鹿野 真央（しかの まお、1986年12月25日 - ）は、日本の女優。神奈川県出身。文学座に所属している。

## 出演作品

### 映画
- マエストロ!（石野）

### 吹き替え

#### 映画（吹き替え）
2014年
- ダイナソープロジェクト（リズ〈ナターシャ・ローリング〉）

2015年
- 水面に映る影（アンジェラ〈トレイシー・トムズ〉）

2016年
- ホリデーズ（ケイト〈ソフィー・トラウブ〉）
- マッドタウン（マリア〈ヨランダ・ロス〉）

2017年
- ラビング 愛という名前のふたり（ガーネット〈テリー・アブニー〉）
- ロクサーヌ、ロクサーヌ（ラティファ〈エデン・ダンカン＝スミス〉）

2018年
- 愛と青春の旅だち ※VOD版
- ホンモノの気持ち
- パパと娘のハネムーン（ベス〈ブレア・ブルックス〉）

2019年
- アフター（ステフ・ジョーンズ〈ハディージャ・レッド・サンダー〉）
- KILLERS/キラーズ 10人の殺し屋たち（レナータ〈アナベラ・アコスタ〉）
- 人生の動かし方（ラトリス〈アヤ・ナオミ・キング〉）※VOD版
- ホテル・エルロワイヤル（ダリーン〈シンシア・エリヴォ〉）

2020年
- アフター -壊れる絆-（ステフ・ジョーンズ〈カディージャ・レッド・サンダー〉）
- EMMA エマ（ジェイン〈アンバー・アンダーソン〉）
- ルーシー・イン・ザ・スカイ（エリン〈ザジー・ビーツ〉）
- ロストガールズ

2021年
- バイオハザード: ウェルカム・トゥ・ラクーンシティ（リサ・トレヴァー〈マリナ・マゼーパ〉）
- ロックダウン（マリア〈ジャズミン・サイモン〉）
- 悩める失恋の処方箋（ジャネル・ストラトフォード〈カレン・オビロム〉）

2023年
- フィンガーネイルズ（アナ〈ジェシー・バックリー〉）
- ペット・セメタリー: ブラッドライン（ドナ〈イザベラ・スター・ラブラン〉）
- レッズ ※VOD版

2024年
- カラーパープル

#### ドラマ（吹き替え）
2013年
- ヘムロック・グローヴ

2015年
- ザ・ラストシップ（アリーシャ・グランダーソン中尉〈クリスティーナ・エルモア〉）
- スーパーナチュラル シーズン11 #10

2017年
- マインドハンター（デビー〈ハナー・グロス〉）
- リーサル・ウェポン（ソニア・ベイリー〈ミシェル・ミッチェナー〉）

2018年
- ザ・ラストシップ（アリーシャ・グランダーソン〈クリスティーナ・エルモア〉）
- Titans/タイタンズ（コリー / スターファイヤー〈アナ・ジョップ〉）
- THE 100 / ハンドレッド（ベッカ）
- 歴史人物ショー（ヘイリー・チュー）
- Face to Face -尋問-（ミア〈カトリーネ・グライス＝ローセンタール〉）
- NYガールズ・ダイアリー 大胆不敵な私たち（キャット・エディソン〈アイシャ・ディー〉）
- グリッチ シーズン2（アリシア・アトキンソン、女友達2、連れの女性）

2019年
- ザ・オーダー 暗黒の世界
- See 〜暗闇の世界〜（ボウ・ライオン〈ヤディラ・ゲバラ＝プリップ〉）
- 真相 - Truth Be Told
- ブラッド＆トレジャー 伝説の秘宝（グウェン・カールソン〈カティア・ウィンター〉）

2020年
- キャッスルロック: ミザリー 〜殺人へのシナリオ〜（ナディア〈ユスラ・ワーサマ〉）
- レ・ミゼラブル

2022年
- 警部補アニカ ～海上殺人捜査ファイル～（シボーン）
- ザ・ルーキー 40歳の新米ポリス!? シーズン3（ジューン）
- サンドマン（ジュディ〈デイジー・ヘッド〉）

2024年
- ザ・ルーキー: FEDS FBI新米捜査官ファイル #6
- 刑事ヴィスティング～悪がうごめく町～（ヴェロニカ〈エヴリン・ラスムッセン・オサズワ〉）
- マターナル ～母なる医師たち～ #4（ニールム・カーン医師〈サラ・カミーラ・インピー〉）
- マルプラクティス〜陰謀の処方箋〜（ルシンダ・エドワーズ〈ニアフ・アルガー〉）

#### アニメ
- FはFamilyのF（ケン）
- ボス・ベイビー: ビジネスは赤ちゃんにおまかせ!（ステイシー）
- ストレンジ・ワールド/もうひとつの世界（パルク大尉[17]）
- もしもネズミにクッキーをあげると（ネコさん）

### テレビドラマ
- 麒麟がくる（2020年、NHK大河ドラマ）

### ラジオドラマ
- NHKFMシアター『夜市』
- NHK-FM特集オーディオドラマ『昭和20年のベートーベン 焼跡に響いた第九』

### CM
- WEBムービー『花キューピット』

### 舞台
2013年
- 『イーハトーボの劇列車』（こまつ座)紀伊國屋サザンシアター 他

2014年
- 『宝島』東京芸術劇場シアターウエスト
- 『フォレスト・ガンプ』グローブ座、森ノ宮ピロティホール
- シェイクスピア・リーディング『ヘンリー五世』文学座アトリエ
- 『オールド・リフレイン』（結城座）座・高円寺2

2015年
- 『嵐が丘』（松竹）日生劇場

2018年
- 音楽劇『道（La Strada）』（日生劇場）

2024年
- 『有頂天家族』（松竹）新橋演舞場  他[18]